# 280-мм пушка образца 1887 года
11 дюймовая пушка образца 1887 года — российское береговое и осадное орудие. Имело внушительный снаряд весом 344 кг. Орудие использовали как береговое, так и осадное, в частности при осаде германской крепости Летцен и в обороне крепости Ковны в 1915 году. Орудие было очень тяжелым перевозилась только по железной дороге и стреляло с деревянных платформ. Оно устарело уже к русско-японской войне, но из-за нехватки орудии в морских крепостях, её использовали против кораблей.